# Viola volcanica
Viola volcanica är en violväxtart som beskrevs av John Gillies. Viola volcanica ingår i släktet violer, och familjen violväxter.

## Underarter
Arten delas in i följande underarter:
- V. v. chillanensis
- V. v. exilis